# Time Goes by
«Time goes by» es el sencillo n.º 8 de la banda japonesa Every Little Thing, lanzado al mercado el día 11 de febrero del año 1998 bajo el sello avex trax.

## Detalles
Sin duda uno de los temas más populares y exitosos de toda la carrera musical de Every Little Thing, "Time goes by" inicialmente debutó en el puesto n.º 2 de las listas de Oricon con 300 mil unidades vendidas, para posteriormente permanecer dos semanas consecutivas en este mismo segundo lugar. A pesar de nunca haber llegado al primer lugar de las listas de su país, vendió finalmente un millón y medio de copias, conviriéndose en el séptimo sencillo mejor vendido de 1998, y también el sencillo de Every Little Thing con mejores ventas hasta el día de hoy.
Es considerado su primer sencillo meramente balada, y al convertirse en un éxito de tal magnitud se vería en un futuro que la clave para conseguir el éxito de Every Little Thing era la creación de buenas baladas.
La canción ha sido incluida en la compilación de grandes éxitos de la banda Every Best Single +3, así como también en Every Ballad Songs, y en ACOUSTIC:LATTE, donde fue regrabada con nuevos instrumentos. Es sin duda uno de los clásicos de la banda, también catalogado como uno de los temas preferidos de los fanáticos en una encuesta realiza por su sitio oficial el año 2006, con motivo de su aniversario n.º 10 en la música como unidad.
Mitsuru Igarashi escribió, compuso y arreglo la canción, aparte de formar protagónica parte en la producción de todo el sencillo.

## Canciones
1. «Time goes by»
2. «Time goes by» -Bad Attitude Mix-
3. «Time goes by» -Instrumental-

- Datos: Q3275257